# Mizuki Hayashi
Mizuki Hayashi (japanisch 林 瑞輝 Hayashi Mizuki; * 4. September 1996 in Osaka) ist ein japanischer Fußballspieler.

## Karriere
Hayashi erlernte das Fußballspielen in der Jugendmannschaft von Gamba Osaka. Seinen ersten Vertrag unterschrieb er 2015 bei seinem Jugendverein. Der Verein spielte in der höchsten Liga des Landes, der J1 League. 2020 wurde er an den Zweitligisten Renofa Yamaguchi FC ausgeliehen. Für den Klub aus Yamaguchi stand er viermal in der zweiten Liga auf dem Spielfeld. Nach der Ausleihe kehrte er 2021 wieder zu Gamba zurück.